# Беркис, Кришьянис
Кришьянис Янович Беркис (латыш. Krišjānis Berķis; 26 апреля 1884, Бауский уезд, Курляндская губерния, Российская империя — 26 июля 1942, Молотовская область, СССР) — командующий армией Латвии с 1934 по 1940 год, военный министр Латвии в 1940 году.

## Биография
Родился в Ислицкой волости Бауского уезда Курляндской губернии в 1884 году. Окончил Кауцминдскую основную школу и городскую школу в Бауске.
После окончания школы в 1903 году поступил на военную службу вольноопределяющимся. 31 августа того же года поступил в Виленское пехотное юнкерское училище, которое окончил 6 апреля 1906 года и подпоручиком для дальнейшего прохождения службы был направлен во 2-й Финляндский стрелковый полк (Гельсингфорс). В 1909 году получил чин поручика. С 1913 года — командир роты, штабс-капитан.
В Первую мировую войну воевал в Восточной Пруссии, позже — в Карпатах. В 1917 году переведён в состав латышских стрелковых частей, командовал батальоном, а позже — 6-м Тукумским латышским стрелковым полком. В январе 1917 года получил чин капитана, а в июле того же года — подполковника. Последние чин и должность в Российской императорской армии — подполковник, командир полка.

## Освободительная война
После революции уволен и арестован: после большевистского переворота офицеры 6-го Тукумского латышского стрелкового полка в основном отказываются сотрудничать с Военно-революционным советом и оказываются под арестом, в их числе — и Беркис.
После освобождения в декабре 1917 года уехал с семьёй в Финляндию (ранее во время прохождения службы после училища в Хельсинки его женой стала финка Хильма Лехтонен).
Весной 1919 года возвратился в Латвию и вступил в латвийскую армию (21 марта). Восстановлен в чине подполковника и назначен для формирования пехотного батальона, через два месяца численность батальона достигла полка. 18 мая 1919 года назначен командиром 2-го Цесисского пехотного полка. 6 августа — 3-й Латгальской дивизии. Принимал участие в борьбе с Бермондтом и в освобождении Латгалии. В октябре 1919 года присвоено звание полковника.

## В независимой Латвии

Награждение орденом Лачплесиса К. Беркиса

После освободительной войны продолжал командовать 3-й Латгальской дивизией. В 1925 году ему было присвоено звание генерала.
В 1930 году окончил 8-месячные академические офицерские курсы. В 1933—1934 годах служил в штабе Вооруженных сил.
С апреля 1934 года — командир Видземской дивизии и начальник Рижского гарнизона. Принимал активное участие в государственном перевороте Карлиса Улманиса 15 мая 1934 года, являясь одним из его наиболее доверенных лиц в армии. С 14 ноября 1934 года по 20 июня 1940 года — командующий армией Латвии. Являлся полным кавалером латвийского военного ордена Лачплесиса (LKOK nr.3/3, 11.11.1920; LKOK nr.2/47, 1927; LKOK nr.1/10, 1927).
С апреля 1940 года — военный министр, в июне 1940 года отправлен в отставку со всех постов. Пост командующего народной армией Латвии занял генерал Р. Клявиньш, а военного министра — Р. Дамбитис.
В июле 1940 года был арестован органами НКВД и осуждён. Умер, находясь в заключении в Пермском лагере.

## Награды
- Орден Святого Владимира IV ст.
- Орден Святой Анны II, III, IV ст.
- Орден Святого Станислава II, III ст.
- Георгиевский крест IV ст. [6]
- Латвийский военный орден Лачплесиса I, II, III ст.
- Орден Трёх звёзд II, I ст.
- Орден Виестура I ст.
- Крест Заслуг айзсаргов
- Французский орден Почетного легиона II, III, IV ст.
- Бельгийский орден Леопольда II
- Орден Белой розы Финляндии I, II ст.
- Литовский орден Гедиминаса I ст.
- Орден Креста Витиса I кл. III ст.
- Орден Возрождения Польши I ст.
- Эстонский крест Свободы I класса II ст.
- Орден Орлиного креста I и II кл.